# موریتا هات اسپرینگز (کالیفرنیا)
موریتا هات اسپرینگز (به انگلیسی: Murrieta Hot Springs) یک منطقهٔ مسکونی در ایالات متحده آمریکا است که در شهرستان ریورساید، کالیفرنیا واقع شده‌است. موریتا هات اسپرینگز ۳٫۳ کیلومتر مربع مساحت و ۲٬۹۴۸ نفر جمعیت دارد و ۳۶۴ متر بالاتر از سطح دریا واقع شده‌است.